# Satoshi Shimizu
Satoshi Shimizu (jap. 清水聡 Shimizu Satoshi; ur. 13 marca 1986 w Sōja) – japoński bokser wagi koguciej, brązowy medalista olimpijski z Londynu. Uczestniczył także w Letnich Igrzyskach Olimpijskich 2008 w Pekinie.
W 2012 roku podczas Letnich Igrzysk Olimpijskich zdobył w wadze koguciej brązowy medal. W 1/16 pokonał Ghańczyka Isaaca Dogboe, w 1/8 wygrał z Azerem Məhəmmədem Əbdülhəmidovem, a w ćwierćfinale pokonał Algierczyka Mohameda Ouadahi. Shimizu dopiero w półfinale przegrał z Brytyjczykiem Lukiem Campbellem. Wraz z Kubańczykiem Lázaro Álvarezem zdobył brąz, ponieważ walka o 3. miejsce się nie odbyła. Shimizu wystartował także na Letnich Igrzyskach Olimpijskich 2008 w Pekinie, jednak nie udało mu się tam zająć wysokiego miejsca. W kwietniu 2013 olimpijski medal został mu skradziony.